# Thomas Henrichs (Jurist)
Thomas Henrichs (* 24. Februar 1964 in Völklingen) ist ein deutscher Jurist. Er ist seit dem 1. August 2020 der Präsident des Oberlandesgerichtes Koblenz.

## Leben
Henrichs studierte Rechtswissenschaften in Saarbrücken und Speyer. Nach Ablegen der juristischen Staatsexamina trat er im Februar 1993 zunächst als Staatsanwalt in Koblenz in den Justizdienst des Landes Rheinland-Pfalz ein. Anschließend wechselte er als Richter an das Landgericht Koblenz und wurde dort 1996 zum Richter auf Lebenszeit ernannt. Es folgte im Jahr 2003 eine Abordnung an das Oberlandesgericht Koblenz und im Juli 2006 die Ernennung zum Direktor des Amtsgerichtes Cochem. Nach einer weiteren Abordnung an das Ministerium für Justiz in Mainz wurde er im Januar 2010 zum Richter am Oberlandesgericht Koblenz ernannt. Im März 2015 stieg er zum Präsidenten des Landgerichtes Trier auf und übernahm im November 2016 als Ministerialdirigent die Leitung der Zentralabteilung des rheinland-pfälzischen Justizministeriums.
Henrichs wurde zum 1. August 2020 zum Präsidenten des Oberlandesgerichtes Koblenz ernannt. Er folgte auf Marliese Dicke, welche zum 31. Juli 2020 in den Ruhestand eingetreten war. Am 28. Juli 2020 überreichte Justizminister Herbert Mertin (FDP) die von Ministerpräsidentin Malu Dreyer (SPD) unterzeichnete Ernennungsurkunde.
Des Weiteren trat er Marliese Dickes Nachfolge als Richter am Verfassungsgerichtshof Rheinland-Pfalz an. Der rheinland-pfälzische Landtag wählte Henrichs am 26. August 2020 zum ordentlichen berufsrichterlichen Mitglied des Verfassungsgerichtshofs Rheinland-Pfalz.